# Drnovice (Zlín)
Drnovice é uma comuna checa localizada na região de Zlín, distrito de Zlín.